# 拉斯佩齊亞-里米尼線

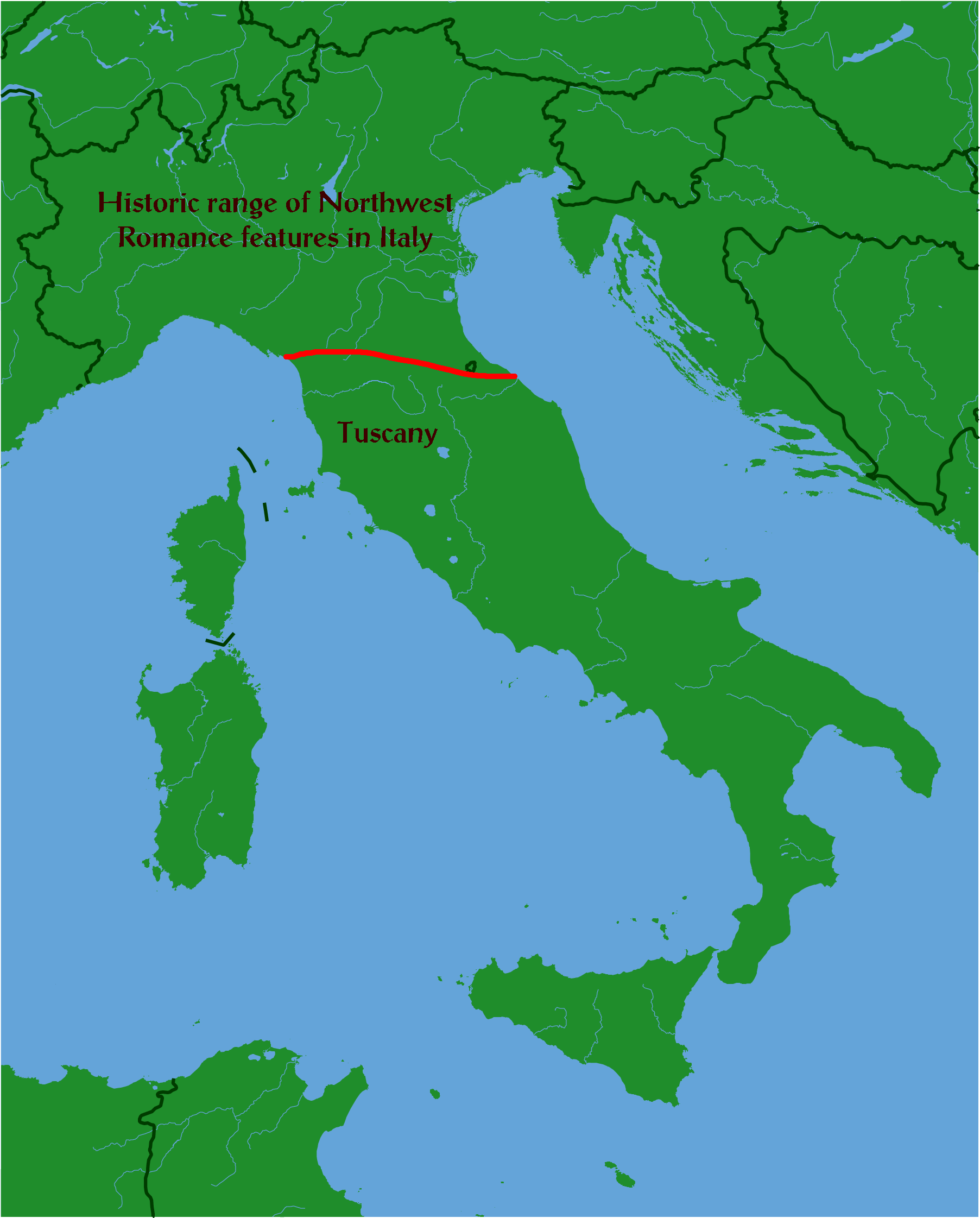

拉斯佩齊亞-里米尼線（La Spezia–Rimini Line）是羅曼語族的一條重要分界線。這條界線近似於義大利城市拉斯佩齊亞和里米尼之間的連線。拉斯佩齊亞-里米尼線的西北是西羅曼語支，東南是東羅曼語支。